# Brachypelma auratum
Brachypelma auratum (Schmidt, 1992) è una ragno della famiglia Theraphosidae, endemico delle regioni di Guerrero e Michoacán in Messico.
Risulta essere apparentemente simile alla specie Brachypelma smithi, benché sia leggermente più scura. A causa di questa somiglianza queste due non sono state considerate specie distinte fino al 1992.

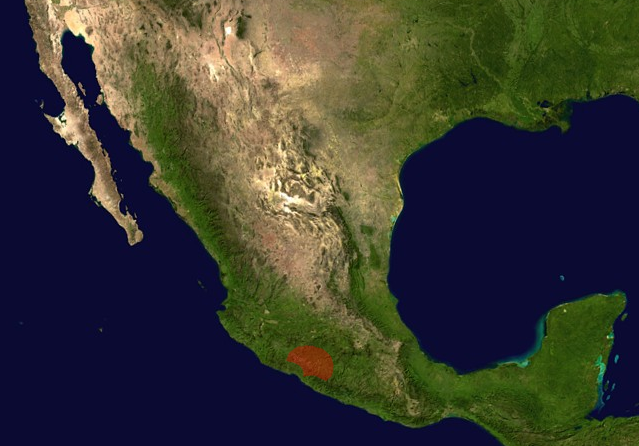
Distribuzione del B. auratum